# Прядение

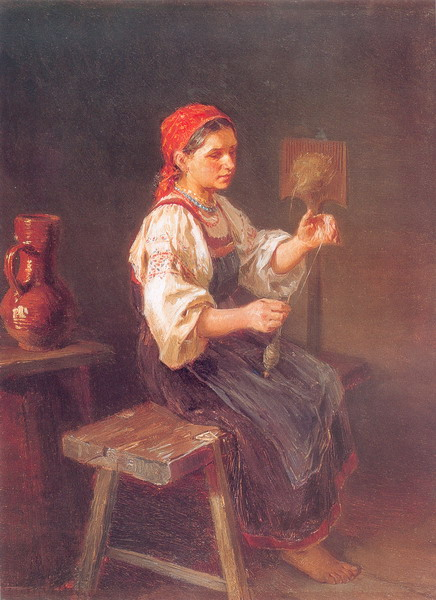
И. М. Прянишников. Пряха. 1878

Пряде́ние — процесс продольного складывания и спирального скручивания отдельных волокон сравнительно небольшой длины для получения непрерывной нити (пряжи).
Способы прядения:
- Сучение волокон между ладонями
- Сучение волокон о поверхность
- С использованием веретена
- С использованием прялки
- С использованием прядильных машин

## Этапы и процессы прядения

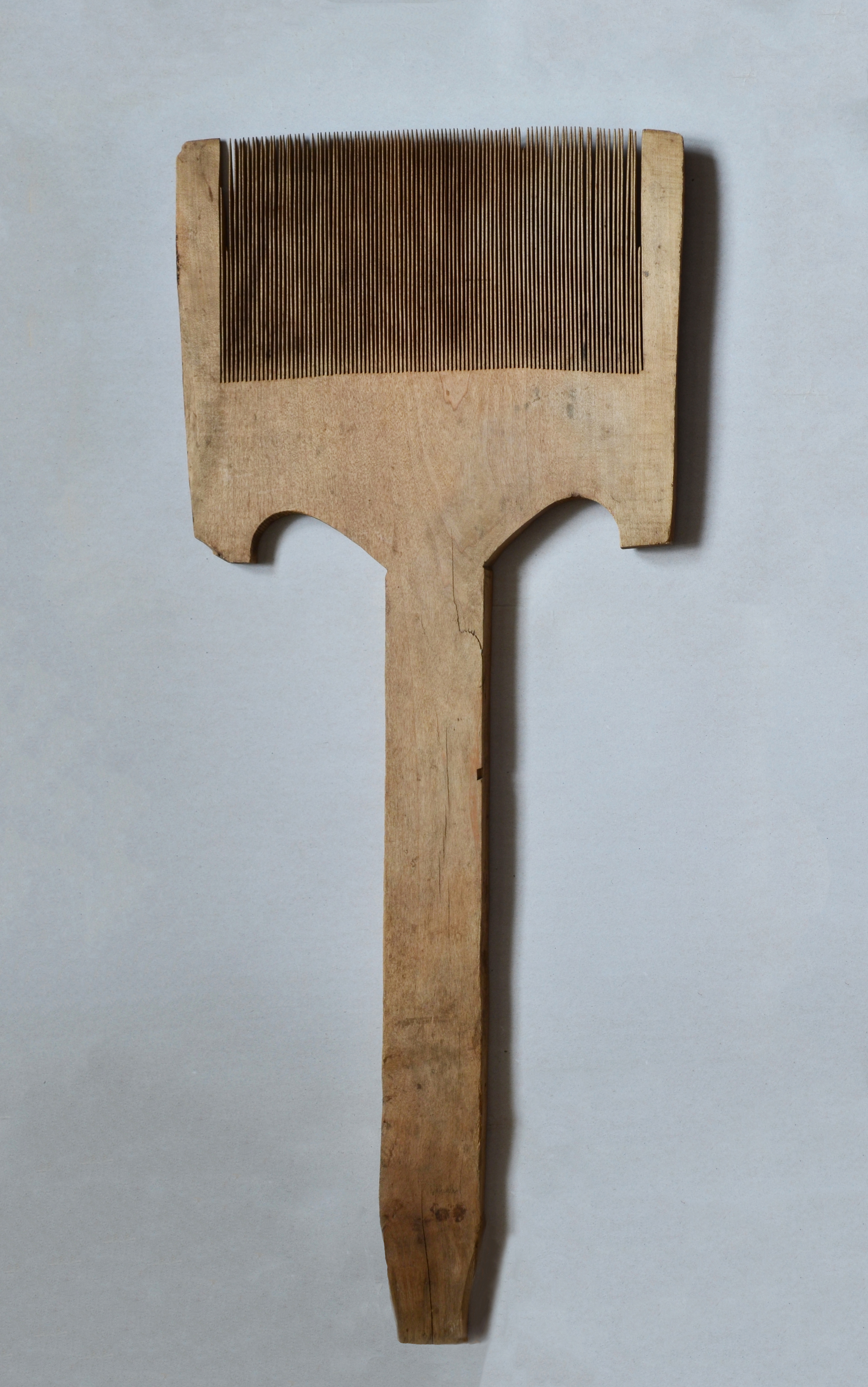
Гребень прядильный. Рязанская губерния, XIX век.

Прядение с использованием прядильных машин производится в 3 этапа, при этом каждый этап имеет свои процессы:
- Подготовка волокнистой массы и формирование из неё ленты;
  - Рыхление — спрессованная масса разделяется на мелкие клочки для лучшего перемешивания и очистки от сорных примесей;
  - Смешивание — разрыхление волокон из различных партий между собой для того, чтобы получить больше однородных по свойствам партий сырья, для получения пряжи с определёнными свойствами;
  - Трепание — обеспечивает дальнейшее разрыхление и очистку волокон от сорных примесей;
  - Чесание — происходит разъединение мелких клочков и пучков волокнистой массы на отдельные волокна. Удаляют оставшиеся после процесса рыхления и трепания мелкие примеси, формируют ленту или ровницу;
- Предпрядение — постепенное вытягивание ленты в ровницу и наматывание на паковку заданной формы и размеров;
- Прядение (окончательное утончение ровницы и скручивание; намотка пряжи на паковку).

## Системы прядения
Существуют 3 основных вида систем прядения:
- Кардная
- Аппаратная
- Гребенная

## История
Прядение появилось и использовалось в женской среде и со временем стало символизировать женственность. В мифологии прядением занимались повелительницы человеческой судьбы: мойры — в Древней Греции, парки — в Древнем Риме, норны — в Древней Скандинавии. При этом полагали, что придумали прядение также наделённые сверхъестественными способностями женщины: Чжи-нюй — в Древнем Китае, Изида — в Древнем Египте, Афина — в Древней Греции.
Первоначально прядение заключалось в вытаскивании нити из мотка пряжи (называемого куделью) и кручении её между ладонью и бедром, либо другой ладонью. Чтобы улучшить слипание волокон нити между собой, в период неолита появилось веретено: деревянная палочка, заостряющаяся к обоим концам, со смещённым центром тяжести: самая широкая её часть (например, в виде пряслица) находилась ближе к одному из концов, на котором был расположен крюк. Веретено крюком подвешивалось к вытягиваемому концу нити и приводилось во вращение в правой руке, левой рукой вытаскивалась нить из кудели. Спрядённая нить наматывалась на веретено. Такой способ просуществовал до средневековья, а в сельской местности время от времени применяется и в начале XXI века.
В средневековой Европе веретено стали вращать при помощи колеса, ранее оно появилось в Индии эпохи бронзового века.